# NGC 6692
NGC 6692 is een elliptisch sterrenstelsel in het sterrenbeeld Lier. Het hemelobject werd op 11 augustus 1883 ontdekt door de Franse astronoom Édouard Jean-Marie Stephan.

## Synoniemen
- UGC 11330
- MCG 6-41-18
- ZWG 201.33
- KAZ 491
- PGC 62268